# سباستین بالماسدا
سباستین بالماسدا (انگلیسی: Sebastián Balmaceda؛ زادهٔ ۸ اکتبر ۱۹۹۶) بازیکن فوتبال اهل آرژانتین است.
از باشگاه‌هایی که در آن بازی کرده‌است می‌توان به باشگاه فوتبال اتلتیکو تیگره اشاره کرد.